# Nilgau
Nilgau (Boselaphus) – rodzaj ssaków kopytnych z podrodziny bawołów (Bovinae) w obrębie rodziny wołowatych (Bovidae).

## Rozmieszczenie geograficzne
Rodzaj obejmuje jeden żyjący współcześnie gatunek występujący w Azji Południowej.

## Morfologia
Długość ciała (bez ogona) 170–210 cm, długość ogona 45–53 cm, wysokość w kłębie 120–140 cm; masa ciała 120–288 kg.

## Systematyka
Rodzaj (w randze podrodzaju w obrębie Cerophorus) zdefiniował w 1816 roku zoolog i anatom Henri Marie Ducrotay de Blainville w artykule poświęconym kilku gatunkom przeżuwaczy, opublikowanym na łamach „Bulletin de la Société philomathique de Paris”. De Blainville wymienił trzy gatunki – Antilope gnu J.F. Gmelin, 1788 (= Antilope gnou E.A.W. von Zimmermann, 1780), Antilope picta Pallas, 1777 (= Antilope tragocamelus Pallas, 1766) i Antilope oreas Pallas, 1777 (= Antilope oryx Pallas, 1766) – nie wskazując gatunku typowego; w ramach późniejszego oznaczenia w 1900 roku angielscy zoolodzy Philip Lutley Sclater i Oldfield Thomas na typ nomenklatoryczny wyznaczyli Antilope picta Pallas, 1777 (= Antilope tragocamelus Pallas, 1766).

### Etymologia
- Boselaphus (Buselaphus, Bosephalus, Boselaphas): zbitka wyrazowa nazw rodzajów: Bos Linnaeus, 1758 (bydło) oraz Elaphus C.H. Smith, 1827 (jeleń)[15].
- Hippelaphus: gr. ιππελαφος ippelaphos ‘koń-jeleń’, od ιππος ippos ‘koń’; ελαφος elaphos ‘jeleń’[16]. Gatunek typowy: Goldfuss wymienił trzy gatunki – Antilope gnu J.F. Gmelin, 1788 (= Antilope gnou E.A.W. von Zimmermann, 1780), Antilope picta Pallas, 1777 (= Antilope tragocamelus Pallas, 1766) i Antilope oreas Pallas, 1777 (= Antilope oryx Pallas, 1766) – nie wskazując gatunku typowego.
- Portax: gr. πορταξ portax, πορτακος portakos lub πορτις portis, πορτιoς portios ‘cielę, młoda krowa’[17]. Gatunek typowy (oznaczenie monotypowe): Damalis risia C.H. Smith, 1827 (= Antilope tragocamelus Pallas, 1766).
- Tragelaphus: gr. τραγελαφος tragelaphos ‘kozło-jeleń’, od τραγος tragos ‘kozioł’; ελαφος elaphos ‘jeleń’[18]. Gatunek typowy (oryginalne oznaczenie): Tragelaphus Hippelaphus W. Ogilby, 1837 (= Antilope tragocamelus Pallas, 1766).
- Oreades: gr. ορειας oreias, ορειαδος oreiados ‘mieszkanka gór, nimfa górska’[19]. Gatunek typowy: Schinz wymienił trzy gatunki – Antilope picta Pallas, 1777 (= Antilope tragocamelus Pallas, 1766), Damalis canna C.H. Smith, 1827 (= Antilope oryx Pallas, 1766) i Antilope oreas Pallas, 1777 (= Antilope oryx Pallas, 1766) – nie wskazując gatunku typowego.

### Podział systematyczny
Do rodzaju należy jeden występujący współcześnie gatunek:
- Boselaphus tragocamelus (Pallas, 1766) – nilgau indyjski

Opisano również wymarły gatunek:
- Boselaphus namadicus (Rütimeyer, 1878)